# 1999 au cinéma
| Années du cinéma : 1996 - 1997 - 1998 - 1999 - 2000 - 2001 - 2002    |
| Décennies du cinéma : 1960 - 1970 - 1980 - 1990 - 2000 - 2010 - 2020 |

Cet article présente les faits marquants de l'année 1999 au cinéma.

## Événements
- Le volet de Star Wars : La Menace fantôme bat le record que détenait Jurassic Park de Steven Spielberg.

## Principales sorties en salles en France
- À tombeau ouvert
- Astérix et Obélix contre César
- Coup de foudre à Notting Hill
- Dans la peau de John Malkovich
- Est-Ouest
- Eyes Wide Shut
- La Fille sur le pont
- Fight Club
- Haut les cœurs !
- L'Humanité
- Matrix
- Ressources humaines
- Rosetta
- Star Wars, épisode I : La Menace fantôme
- Tarzan
- Le Temps retrouvé
- Tout sur ma mère
- Vénus Beauté (institut)

## Festivals

### Cannes
- Rosetta de Luc Dardenne & Jean-Pierre Dardenne reçoit la Palme d'or.

### Autres festivals
- x : 5e Semaine du cinéma britannique d'Abbeville : x
- x : 9e Festival du cinéma africain de Milan : Prix du meilleur long métrage : La vie sur terre d'Abderrahmane Sissako (Mauritanie)
- x : Sundance Film Festival : x
- x : 5e Fantastic'Arts de Gerardmer : x
- x : 49e Festival international du film de Berlin : x
- x : 1er Festival du film asiatique de Deauville : x
- x : 19e Festival international de films de femmes de Créteil : x
- x : 26e Festival du film de Paris : x
- x : 17e Festival du film policier de Cognac : x
- x : 23e Festival international du film d'animation d'Annecy : x
- x : 56e Mostra de Venise :
  - Lion d'or pour Pas un de moins du réalisateur chinois Zhang Yimou
  - Grand prix du jury pour Le vent nous emportera de l'Iranien Abbas Kiarostami
- x : 25e Festival du cinéma américain de Deauville : x
- x : 16e Festival panafricain du cinéma et de la télévision de Ouagadougou (Fespaco).
- x : 13e Festival international de films de Fribourg (FIFF)
- x : 2e Concours International de courts-métrages de la ville de Soria
- du 25 novembre au 28 novembre : 7e Festival du cinéma russe à Honfleur : Grand prix : Des anges au paradis (Ангелы в раю), 1993, de Evgueni Lounguine (Евгений Лунгин)

## Récompenses

### Oscars
- Meilleur Film : American Beauty
- Meilleure Actrice : Hilary Swank dans Boys Don't Cry
- Meilleur Acteur : Kevin Spacey dans American Beauty
- Meilleure Second Rôle Féminin : Angelina Jolie dans Girl, Interrupted
- Meilleur Second Rôle Masculin : Michael Caine dans L'Œuvre de Dieu, la part du Diable (The Cider House Rules)
- Meilleur Réalisateur : Sam Mendes pour  American Beauty

### Césars
- Meilleur film : La Vie rêvée des anges de Érick Zonca
- Meilleur réalisateur : Patrice Chéreau pour Ceux qui m'aiment prendront le train
- Meilleur acteur : Jacques Villeret dans Le Dîner de cons
- Meilleure actrice : Élodie Bouchez dans La Vie rêvée des anges
- Meilleur second rôle masculin : Daniel Prévost dans Le Dîner de cons
- Meilleur second rôle féminin : Dominique Blanc dans Ceux qui m'aiment prendront le train
- Meilleur film étranger : La vie est belle (La vita è bella) de Roberto Benigni

### Italie

#### Prix David di Donatello
- Meilleur film: Fuori dal mondo de Giuseppe Piccioni

#### Ruban d'argent
- Meilleur film: La Légende du pianiste sur l'océan de Giuseppe Tornatore

### Prix Jutra
- Meilleur film québécois: Le Violon rouge (The Red Violin) de François Girard
- Meilleur réalisateur: François Girard pour Le Violon rouge
- Meilleure actrice: Pascale Montpetit dans Le Cœur au poing
- Meilleur acteur: Alexis Martin dans Un 32 août sur terre

### Autres récompenses
- Prix Louis-Delluc : Adieu, plancher des vaches ! de Otar Iosseliani
- Prix Romy-Schneider : Mathilde Seigner
- Grand prix (Étalon de Yennenga) au Festival panafricain du cinéma et de la télévision de Ouagadougou : Pièces d'identités de Mwezé Ngangura (République démocratique du Congo)

## Box-Office

### France
Article détaillé : Box-office France 1999
| Class.                    | Titre                                    | Pays       | Réalisateur                     | Box-Office France |
| ------------------------- | ---------------------------------------- | ---------- | ------------------------------- | ----------------- |
| 1.                        | Astérix et Obélix contre César           | France     | Claude Zidi                     | 8 944 457 entrées |
| 2.                        | Tarzan                                   | États-Unis | Chris Buck, Kevin Lima          | 7 914 863 entrées |
| 3.                        | Star Wars, épisode I : La Menace fantôme | États-Unis | George Lucas                    | 7 303 131 entrées |
| 4.                        | Matrix                                   | États-Unis | Andy Wachowski, Larry Wachowski | 4 766 898 entrées |
| 5.                        | Coup de foudre à Notting Hill            | États-Unis | Roger Michell                   | 4 532 898 entrées |
| Source :cbo-boxoffice.com |                                          |            |                                 |                   |

### États-Unis
1. Star Wars, épisode I : La Menace fantôme
2. Sixième Sens  (The Sixth Sense)
3. Toy Story 2
4. Austin Powers 2 : L'Espion qui m'a tirée
5. Matrix
6. Tarzan
7. Big Daddy
8. La Momie
9. Just Married (ou presque)
10. Le Projet Blair Witch
11. Stuart Little

## Naissances
- 11 janvier : C.J. Valleroy, acteur américain.
- 27 mai : Lily-Rose Depp, mannequin et actrice franco-américaine.
- 28 mai : Cameron Boyce, acteur américain († 6 juillet 2019).
- 11 juin : Katelyn Nacon, actrice américaine.

## Principaux décès

### Premier trimestre
- 20 février : Gene Siskel, critique de cinéma
- 7 mars : Stanley Kubrick, réalisateur (°26 juillet 1928)
- 13 mars : Garson Kanin, réalisateur

### Deuxième trimestre
- 4 avril : Bob Peck, acteur britannique (° 23 août 1945).
- 14 avril : Ellen Corby, actrice américaine (° 3 juin 1911).
- 19 avril : Yoko Tani, actrice japonaise (° 2 août 1928).
- 21 avril : Buddy Rogers, acteur américain (° 13 août 1904).
- 27 avril : Pavel Klouchantsev, cinéaste soviétique (° 25 février 1910).
- 28 avril : Rory Calhoun, acteur américain (° 8 août 1922).
- 2 mai : Oliver Reed, acteur britannique (° 13 février 1938).
- 8 mai : Dirk Bogarde, 79 ans, acteur et scénariste britannique (° 28 mars 1921).
- 10 juin : Élie Kakou, humoriste et acteur français (° 12 janvier 1960).
- 11 juin : DeForest Kelley, acteur américain (Star Trek) (° 20 janvier 1920).
- 19 juin : Mario Soldati, cinéaste italien (° 17 novembre 1906).
- 29 juin : Allan Carr, producteur américain (° 27 mai 1937).

### Troisième trimestre
- 1er juillet : Sylvia Sidney, 88 ans, actrice
- 1er juillet : Edward Dmytryk, réalisateur
- 2 juillet : Mario Puzo, scénariste
- 4 août : Victor Mature, 86 ans, acteur
- 7 août : Brion James, acteur
- 9 septembre : Ruth Roman, actrice
- 13 septembre : Roland Blanche, acteur
- 14 septembre : Charles Crichton, cinéaste
- 22 septembre : George C. Scott, acteur

### Quatrième trimestre
- 24 novembre : Tara Römer, acteur
- 29 novembre : Suzy Carrier, actrice
- 3 décembre : Madeline Kahn, actrice
- 10 décembre : Jean-Claude Michel, 74 ans, comédien français, spécialisé dans le doublage.
- 17 décembre : Rex Allen, acteur et chanteur
- 18 décembre : Robert Bresson, cinéaste
- 19 décembre : Desmond Llewelyn, acteur, « Q » dans les films de James Bond
- 23 décembre : Lois Hamilton, actrice
- 27 décembre : Pierre Clémenti, acteur et réalisateur